# Gerald Durrell
Gerald Malcolm Durrell, detto Gerry (Jamshedpur, 7 gennaio 1925 – Jersey, 30 gennaio 1995), è stato un naturalista, zoologo ed esploratore britannico.
È conosciuto soprattutto per aver fondato la Durrell Wildlife Conservation Trust, un'organizzazione con lo scopo di salvare le specie in via di estinzione, e lo Zoo del Jersey sull'isola di Jersey (Isole del Canale) nel 1958. Era il fratello minore dello scrittore e poeta Lawrence Durrell.
I suoi scritti, basati su esperienze personali, sono una mescolanza di autobiografia e zoologia, caratterizzati dal frequente ricorso all'ironia. Gerald Durrell ha descritto la natura con passione e arguzia, attraverso i suoi occhi di biologo naturalista.
Il suo saggio Guida del naturalista (scritto in collaborazione con sua moglie Lee Durrell, (1982) è un avvio allo studio degli ecosistemi, contenente un grande numero di informazioni scientifiche e allo stesso tempo la descrizione di esperimenti nel proprio giardino. In tal modo, egli introduce il lettore senza sforzo nell'argomento.
La sua opera più famosa è La mia famiglia e altri animali (1956), che descrive la sua infanzia a Corfù.

## Biografia

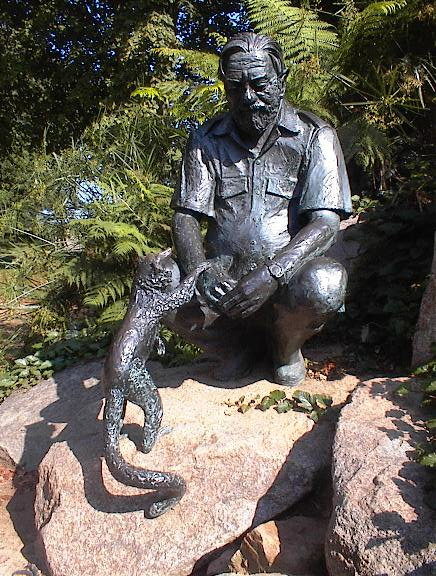
Statua di Gerald Durrell

Durrell nacque in India a Jamshedpur, nel Bihar, il 7 gennaio del 1925, ultimogenito di Louisa Florence Dixie e Lawrence Samuel Durrell, ingegnere. Durrell raccontò spesso la sua prima visita ad uno zoo in India, attribuendo a questo episodio il suo amore per gli animali durato per tutta la vita. La sua famiglia si trasferì in Inghilterra, in seguito alla morte del padre nel 1928. I Durrell si stabilirono nella zona meridionale di Londra, nell'Upper Norwood - Crystal Palace. Sebbene non amasse lo studio formale, Gerald Durrell si iscrisse alla facoltà di scienze Biologiche dell'Università di Southampton, dove si laureò in Biologia con specializzazione in Zoologia nel 1952.

### L'esperienza di Corfù
La famiglia si trasferì sull'isola greca di Corfù nel 1935, e lì il giovane Gerald iniziò a tenere animali della fauna locale come animali domestici. La famiglia rimase in Grecia fino al 1939. Il tempo trascorso a Corfù è alla base del libro La mia famiglia e altri animali, e dei suoi seguiti L'isola degli animali e Il giardino degli dei, nonché di una serie di brevi racconti, quali My Donkey Sally. Durrell durante questo periodo fu istruito in casa da vari amici di famiglia e tutori, spesso amici del fratello maggiore Lawrence (divenuto in seguito un famoso scrittore). Uno di essi, il dottore, scienziato, poeta e filosofo Theodore Stephanides, divenne amico e mentore di Gerald, e la sua personalità lasciò un'impronta decisiva su di lui. Insieme i due analizzarono la fauna di Corfù. Durrell tenne in casa molte specie, all'interno di contenitori di ogni sorta, dalle provette alla vasca da bagno. Un'altra importante influenza per il giovane Gerald, fu quella esercitata  dal naturalista francese Jean Henri Fabre.

### Londra e lo Whipsnade Zoo
I Durrell si trasferirono di nuovo in Inghilterra nel 1939, allo scoppio della Seconda guerra mondiale. Durrell lavorò come aiuto presso un acquario ed in seguito presso un negozio di animali domestici. Alcuni ricordi di questo periodo sono rintracciabili in Fillets of Plaice. Lo scrittore fu chiamato alle armi nel 1943, ma venne in seguito riformato per motivi medici, e chiese di poter collaborare lavorando presso una fattoria. Dopo la fine della guerra, Durrell iniziò a lavorare come aiuto custode presso lo Whipsnade Zoo e nel frattempo si iscrisse alla facoltà di scienze Biologiche dell'Università di Southampton, dove si laureò in Biologia con specializzazione in Zoologia. In questo modo riuscì a realizzare il sogno di tutta una vita: in The Stationary Ark lo scrittore dichiarò che la prima parola che da infante aveva pronunciato con chiarezza era stata zoo. Gli avvenimenti relativi a questo periodo sono narrati in Beasts in my Belfry.
L'opera di preservazione della natura e di salvataggio di animali a rischio di estinzione è proseguita dopo la morte di Gerald Durrell con la fondazione Wildlife Conservation Trust con sede in Gran Bretagna, USA e Canada.